# Vippbräcka
Vippbräcka (Saxifraga hirsuta) är en stenbräckeväxtart som beskrevs av Carl von Linné. I den svenska databasen Dyntaxa används istället namnet Saxifraga × geum. Vippbräcka ingår i Bräckesläktet som ingår i familjen stenbräckeväxter. Det är osäkert om arten förekommer i Sverige.

## Underarter
Arten delas in i följande underarter:
- S. h. hirsuta
- S. h. paucicrenata

## Bildgalleri

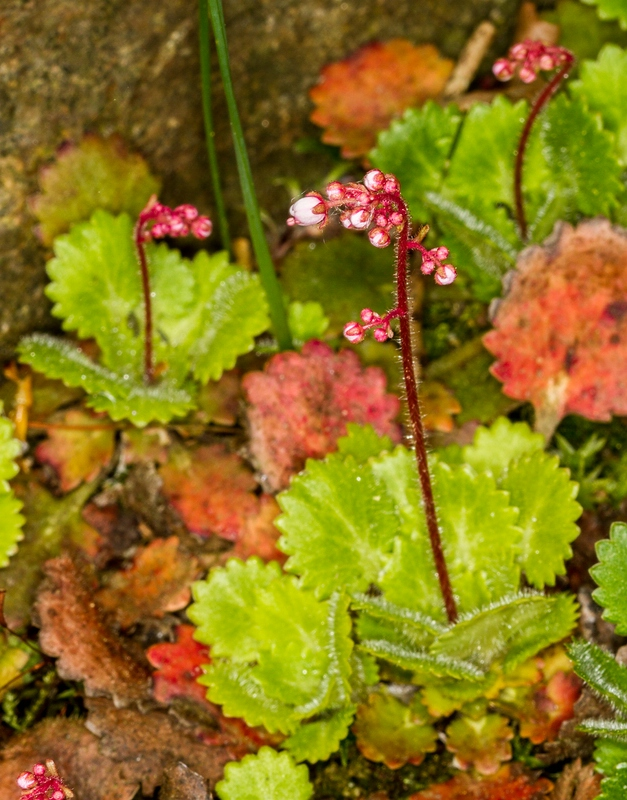
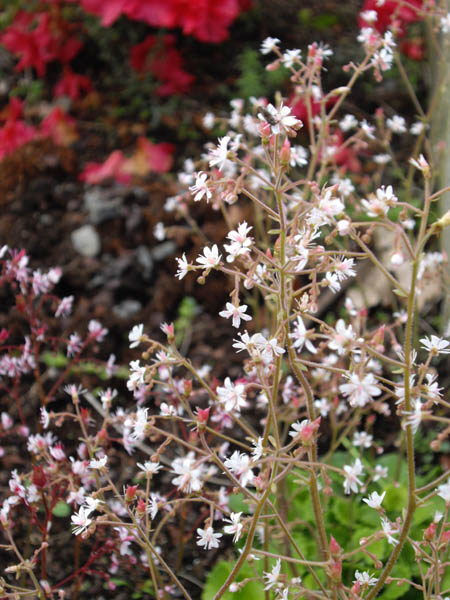
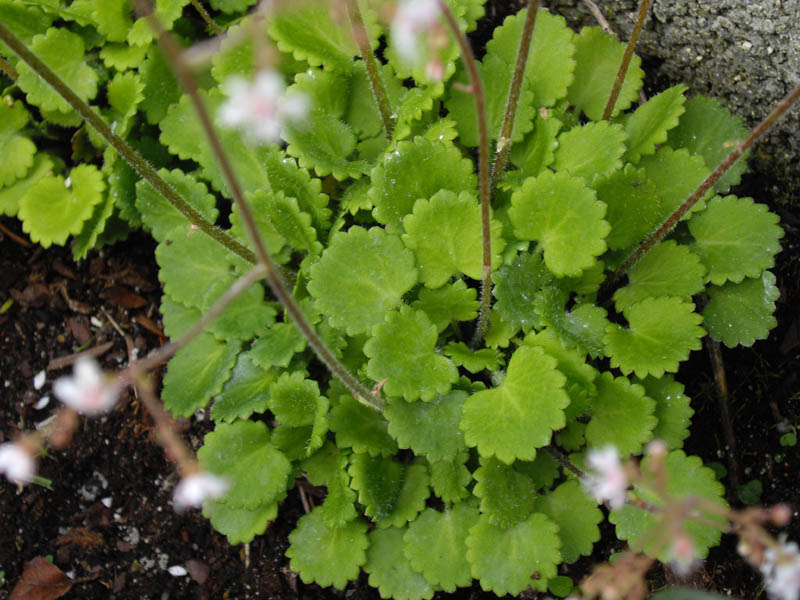
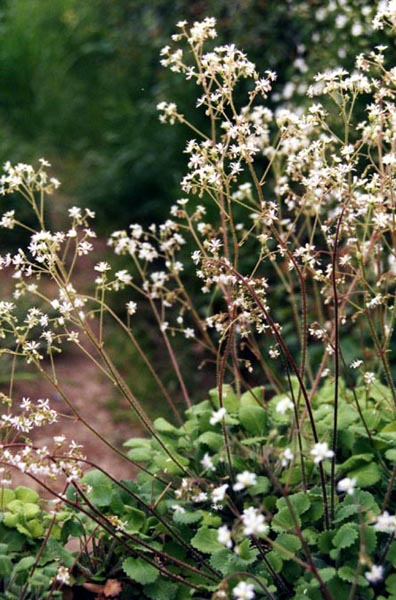
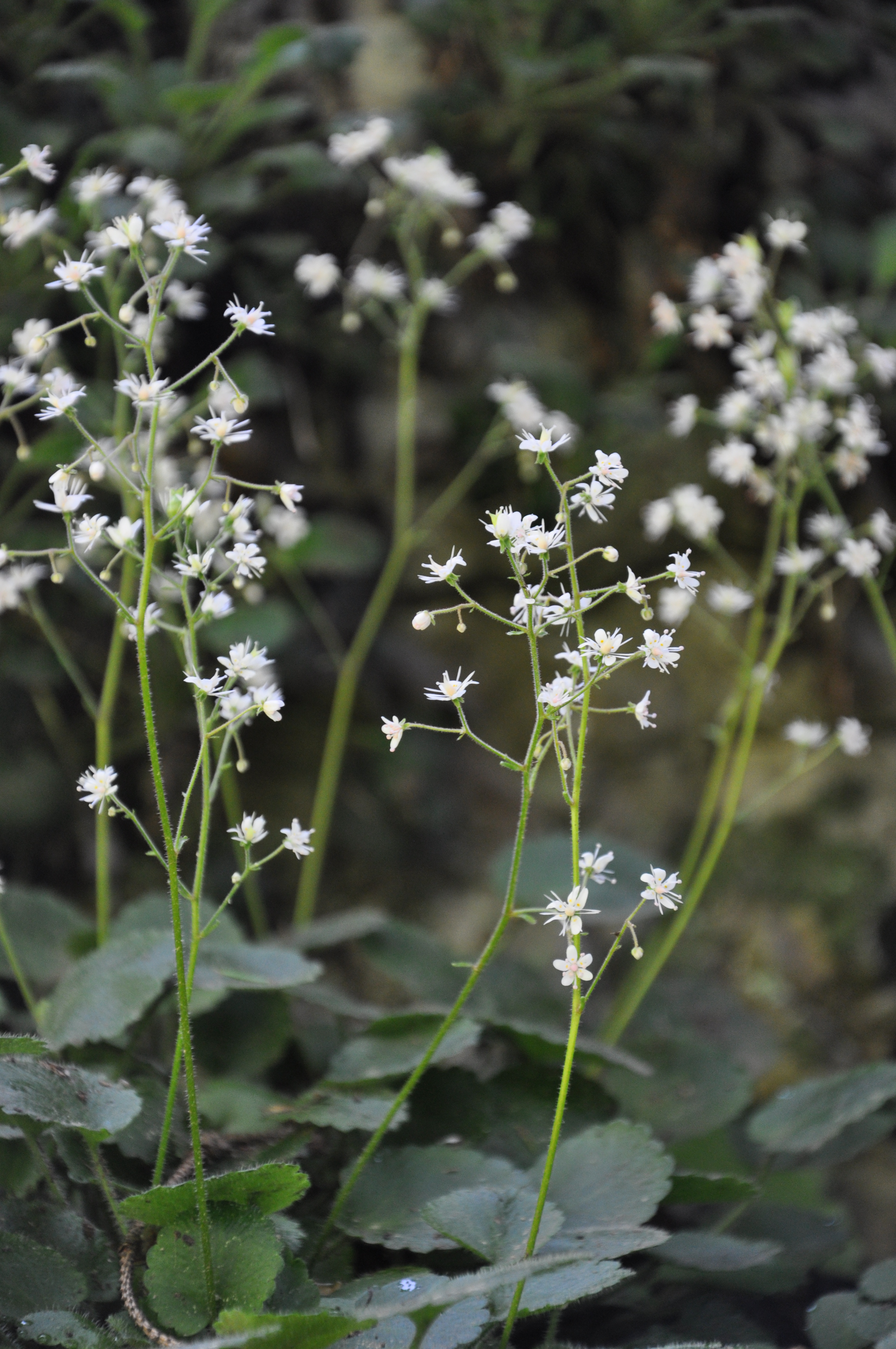